# تریسا سالدانا
ترسا سالدانا (انگلیسی: Theresa Saldana؛ زادهٔ ۲۰ اوت ۱۹۵۴-درگذشتهٔ ۵ ژوئن ۲۰۱۶) یک هنرپیشه اهل ایالات متحده آمریکا بود. وی بین سال‌های ۱۹۷۸ تا ۲۰۰۴ میلادی فعالیت می‌کرد.